# Постулат Жуковского — Чаплыгина
Согласно теореме Жуковского, подъёмная сила, действующая на единицу длины бесконечного (в направлении, перпендикулярном своей плоскости) крылового профиля в потоке идеальной жидкости, набегающей со скоростью {\displaystyle {\vec {u}}_{\infty }}, равна
{\displaystyle F=-\rho u_{\infty }\Gamma ,}
где {\displaystyle \Gamma } — циркуляция скорости вокруг профиля.
Однако циркуляция — фиктивная величина, рассматриваемая в гидродинамике идеальной жидкости, чтобы учесть несуществующие касательные напряжения, возникающие при обтекании в реальной жидкости. Различные циркуляции определяют разные режимы обтекания профиля, но в природе это однозначное явление. Поэтому для её определения приходится вводить дополнительные (не всегда физические) соображения. Одним из таких является постулат Жуковского — Чаплыгина:

Из всех возможных обтеканий крыла с задней острой кромкой в природе реализуется только то, в котором скорость в заднем острие конечна.

При всех, кроме одного, значениях циркуляции скорости направление потока на острой кромке терпит разрыв, чего не может быть с физической точки зрения. Поэтому постулат позволяет однозначно определить циркуляцию и, по теореме Жуковского, — подъёмную силу.
В иностранной литературе аналогичное утверждение известно под названием (аэродинамическое) условие Кутты.
Примечание. Если скорость на задней кромке конечна при {\displaystyle \Gamma =0}, то направление скорости называется направлением бесциркуляционного обтекания, а отклонение от этого направления — «аэродинамическим углом атаки {\displaystyle a}».
Для аэродинамического угла атаки справедливы соотношения
{\displaystyle V_{\infty }/U_{\infty }=\operatorname {tg} a,}
{\displaystyle V_{\text{RE}}/V_{\infty }=-{\sqrt {\operatorname {tg} a}},}
{\displaystyle U_{\text{RE}}/U_{\infty }=0,}
где {\displaystyle \infty } и {\displaystyle {\text{RE}}} — индексы величин на бесконечности и задней кромке соответственно.